# 林汝詔
林汝詔（1559年—？），字君綸，號光璧，福建漳州府漳浦縣人，軍籍，明朝政治人物。同進士出身。

## 生平
萬曆四年（1576年）丙子科福建鄉試三十八名，萬曆十四年（1586年）丙戌科會試三百四名，登三甲第十四名。吏部观政，本年六月授任湖廣永州府推官。二十年升南吏部文选司主事，二十六年升郎中，二十七年正月升浙江右参议兼佥事，管屯田兼水利道，二十八年丁憂歸。三十二年補江西右参议，三十四年贬两淮運判，三十五年升行人司右司副，卒于官。

## 家族
曾祖林竦，誥贈通議大夫禮部右侍郎兼翰林院侍讀學士；祖父林烽，封编修累贈通議大夫禮部右侍郎兼翰林院侍讀學士；父林士章，己未進士任南京禮部尚書前南京國子監祭酒。母柳氏（封孺人累贈淑人）；繼母鄭氏（累封淑人）。具庆下。